# Љубав, навика, паника
Љубав, навика, паника је српска комедија ситуације коју су створили Слободан Шуљагић и Небојша Ромчевић за Пинк. Радња прати догодовштине једне београдске породице. Њу чине Мића (Никола Симић) и Вера (Сека Саблић) са својим ћеркама, старијом Мајом (Марија Каран/Борка Томовић) и млађом Јањом (Мирка Васиљевић). С обзиром да је Вера психолог, кроз њихову кућу пролазе разни пацијенти, а нераздвојни део породичног миљеа је и луди комшија Јовановић (Зијах Соколовић).
Сценариста Небојша Ромчевић је рекао да му је највећи проблем био да препознатљиве ситуације направи занимљивим. Намера му је била, како каже, да серија буде смешна и да је као такву гледаоци прихвате.
Музику је написао Жељко Јоксимовић који је при томе отпевао и сонгове.

## Радња
Серија је конципирана као комедија о једној београдској породици. Вера (Сека Саблић) и Мића (Никола Симић) су родитељи Маје (Марија Каран, коју је заменила Борка Томовић) и Јање (Мирка Васиљевић). Због финансијске ситуације ниједно од њих није у стању да живи посебно, те одлучују да наставе заједнички живот, али разведени. Свакодневницу употпуњава Верин пацијент, клинички луд комшија Јовановић (Зијах Соколовић) и Верина другарица Кића (Љиљана Стјепановић) односно Мајина другарица Маца (Нада Мацанковић). Серија је обрадила бројна питања нашег друштва: одрастање деце, школовање, проблеме на послу, финансијску оскудицу...

## Епизоде
| Сезона | Сезона | Епизоде | Епизоде | Оригинално емитовање | Оригинално емитовање |
| Сезона | Сезона | Епизоде | Епизоде | Премијера            | Финале               |
| ------ | ------ | ------- | ------- | -------------------- | -------------------- |
|        | 1.     | 18      | 18      | 6. фебруар 2005.     | 5. јун 2005.         |
|        | 2.     | 20      | 20      | 9. октобар 2005.     | 19. фебруар 2006.    |
|        | 3.     | 20      | 20      | 5. новембар 2006.    | 1. април 2007.       |

## Улоге

### Главне улоге
Главне улоге тумачили су Јелисавета Сека Саблић (Вера), Никола Симић (Мића), Марија Каран/Борка Томовић (Маја) Мирка Васиљевић (Јања) и Зијах Соколовић (Јовановић).
О свом лику, психоаналитичарки Вери, разведеној средовечној жени, Сека Саблић каже:
Тумачим особу чији су пацијенти на граници патолошког, тако да се у серији више неће знати ко је луд, а ко паметан. Посебно ме радује што је "Љубав, навика, паника" комедија о обичном животу необичним ситуацијама. Ово је урбана прича без имало фолклорних боја, што до сада није био чест случај са бројним породичним ТВ серијама.
Марија Каран о лику Маје:
Ово ми је телевизијски деби и због тога сам веома узбуђена. Први пут сам се нашла у ситуацији да снимање тече брже, јер је рад на филму далеко спорији. Изненађење је да ће у серији и запевати, што је још једно ново искуство у мојој каријери.
| Вера Милићевић         | Јелисавета Сека Саблић | Јелисавета Сека Саблић | Јелисавета Сека Саблић |
| Михајло Мића Милићевић | Никола Симић           | Никола Симић           | Никола Симић           |
| господин Јовановић     | Зијах Соколовић        | Зијах Соколовић        | Зијах Соколовић        |
| Маја Милићевић         | Марија Каран           | Марија Каран           | Борка Томовић          |
| Јања Милићевић         | Мирка Васиљевић        | Мирка Васиљевић        | Мирка Васиљевић        |

### Епизодне и гостујуће улоге
Поред главних глумаца појављивале су се бројне епизодне улоге, као и многе гостујуће.
| Глумац                 | Улога                                 |
| ---------------------- | ------------------------------------- |
| Споредне улоге         |                                       |
| Љиљана Стјепановић     | Кристина – Кића, Верина другарица     |
| Нада Мацанковић        | Маца, Мајина другарица                |
| Весна Тривалић         | Смиљка, Јовановићева жена             |
| Горица Поповић         | Гђа Нена Алимпијевић, Јањина разредна |
| Јелица Сретеновић      | Јулијана / Оља, фризерка              |
| Слободан Бода Нинковић | Гиле                                  |
| Драго Чумић            | Драгољуб                              |
| Марко Николић          | Ђорђе – Ђоле, Мацин тата              |
| Нела Михаиловић        | муштерија                             |
| Бранко Јеринић         | директор                              |
| Тања Пјевац            | Оља                                   |
| Неша Ристић            | Мићин шеф                             |
| Радован Миљанић        | Лаки, Мићин колега                    |
| Душан Радовић          | Петровић                              |
| Наташа Нинковић        | Божана                                |
| Воја Брајовић          | Стева, Божанин муж                    |
| Миленко Павлов         | Мића Илић / полицајац                 |
| Јасна Ђуричић          | Биологичарка / Лепа                   |
| Радомир Почуча         | Лепин муж                             |
| Адриана Чортан         | Модел                                 |
| Јелена Бачић Алимпић   | Водитељка                             |
| Тања Војтеховски       | Водитељка                             |
| Владимир Бобетић       | Водитељ                               |
| Мики Перић             | Сниматељ                              |
| Иван Бекјарев          | Марко                                 |
| Жижа Стојановић        | госпођа Марковић                      |
| Божидар Стошић         | Ханц                                  |
| Ружица Сокић           | Ханцова супруга                       |
| Мира Бањац             | Милка                                 |
| Тарик Филиповић        | Дамир                                 |
| Милан Калинић          | Растко                                |
| Огњен Амиџић           | Полицајац                             |
| Борис Комненић         | Бане                                  |
| Душан Почек            | професор Хаџикатић                    |
| Милош Ђуричић          | Дракче                                |
| Љубинка Кларић         | физичарка                             |
| Бранка Веселиновић     | Грдана                                |
| Зоран Ранкић           | Цане удбаш                            |
| Сека Алексић           | Врела Нела                            |
| Никола Пејаковић       | Бане                                  |
| Соња Кнежевић          | Продавачица / Госпођа                 |
| Слободан Стефановић    | манијак                               |
| Драган Петровић Пеле   | професор физичког                     |
| Душан Боровчанин       | Јањин друг                            |
| Марко Бубоња           | Јањин друг                            |
| Снежана Ђорђевић       |                                       |
| Јана Филиповић         |                                       |
| Каменко Катић          | Каменко                               |

## Награде
- Награду за најбољи Глумачки пар године по избору читалаца ТВ Новости добили су Јелисавета Саблић за улогу Вере и Никола Симић за улогу Миће на Филмским сусретима у Нишу 2007. године.[1]